# Androniscus dentiger
Androniscus dentiger – gatunek lądowego równonoga z rodziny Trichoniscidae.

## Opis
Ciało długie na ok. 6 mm, o zmiennym ubarwieniu, lecz zazwyczaj różowym lub jasnopomarańczowym. Wzdłuż grzbietu ciągnie się żółta linia, rozdzielająca się w pobliżu pleotelsonu. Jak u innych przedstawicieli Trichoniscidae, biczyk (flagellum) czułków II pary wyraźnie węższy od poprzedzającego odcinka, bez widocznych segmentów. Pancerz pokryty guzkami. Po bokach głowy pojedyncze czarne oczka.

## Biologia
Zamieszkuje wilgotne i zacienione tereny, najczęściej chowając się pod kamieniami lub kłodami. Odnajdywany np. na gruzowiskach, kamienistych plażach, w jaskiniach, a także w środowiskach synantropijnych, jak ogrody czy szklarnie. Żywi się martwą materią roślinną. 

## Występowanie
Pierwotny zasięg występowania obejmuje obszar od Wysp Brytyjskich po Afrykę Północną. Obserwowany m.in. w Wielkiej Brytanii, Irlandii, Francji, Hiszpanii, Włoszech, Niemczech, Luksemburgu, Belgii czy Danii. W Polsce notowany był jedynie w cieplarniach. W Ameryce Północnej po raz pierwszy poza środowiskiem szklarniowym odnaleziony w Toronto w Kanadzie na początku 2020 roku. Od tamtej pory obserwowany tam regularnie. Ponadto, stałe stanowiska odkryto także w Pittsburghu w Pensylwanii, USA oraz w mieście Halifax w Kanadzie.